# Stanislau Shcharbachenia
Stanislau Ryhoravich Shcharbachenia –en bielorruso, Станіслаў Рыгоравіч Шчарбачэня– (Babruisk, URSS, 5 de marzo de 1985) es un deportista bielorruso que compitió en remo.
Ganó una medalla de oro en el Campeonato Mundial de Remo de 2012 y cuatro medallas en el Campeonato Europeo de Remo entre los años 2007 y 2017.
Participó en cuatro Juegos Olímpicos de Verano, ocupando el sexto lugar en Atenas 2004 (cuatro scull), el séptimo en Pekín 2008 (doble scull), el séptimo en Londres 2012 (cuatro sin timonel) y el quinto en Río de Janeiro 2016 (scull individual).

## Palmarés internacional
| Campeonato Mundial | Campeonato Mundial       | Campeonato Mundial | Campeonato Mundial |
| Año                | Lugar                    | Medalla            | Prueba             |
| ------------------ | ------------------------ | ------------------ | ------------------ |
| 2012               | Plovdiv (Bulgaria)       | Medalla de oro     | Dos con timonel    |
| Campeonato Europeo |                          |                    |                    |
| Año                | Lugar                    | Medalla            | Prueba             |
| 2007               | Poznań (Polonia)         | Medalla de bronce  | Cuatro scull       |
| 2009               | Brest (Bielorrusia)      | Medalla de plata   | Cuatro scull       |
| 2011               | Plovdiv (Bulgaria)       | Medalla de plata   | Cuatro sin timonel |
| 2017               | Račice (República Checa) | Medalla de bronce  | Scull individual   |